# Rallye Safari 1984
Le Rallye Safari 1984 (32nd Marlboro Safari Rally), disputé du 19 au 23 avril 1984, est la cent-vingt-septième manche du championnat du monde des rallyes (WRC) courue depuis 1973, et la quatrième manche du championnat du monde des rallyes 1984.

## Contexte avant la course

### Le championnat du monde
Ayant succédé en 1973 au championnat international des marques (en vigueur de 1970 à 1972), le championnat du monde des rallyes comprend généralement une douzaine manches, comprenant les plus célèbres épreuves routières internationales, telles le Rallye Monte-Carlo, le Safari ou le RAC Rally. Depuis 1979, le championnat des constructeurs a été doublé d'un championnat pilotes, ce dernier remplaçant l'éphémère Coupe des conducteurs, organisée à seulement deux reprises en 1977 et 1978. Le calendrier 1984 intègre douze manches pour l'attribution du titre de champion du monde des pilotes mais seulement dix sélectives pour le championnat des marques (le Rallye de Suède et le Rallye de Côte d'Ivoire en étant exclus). Les épreuves sont réservées aux catégories suivantes :
- Groupe N : voitures de grande production de série, ayant au minimum quatre places, fabriquées à au moins 5000 exemplaires en douze mois consécutifs ; modifications très limitées par rapport au modèle de série (bougies, amortisseurs).
- Groupe A : voitures de tourisme de grande production, fabriquées à au moins 5000 exemplaires en douze mois consécutifs, avec possibilité de modifications des pièces d'origine ; poids minimum fonction de la cylindrée.
- Groupe B : voitures de grand tourisme, fabriquées à au moins 200 exemplaires en douze mois consécutifs, avec possibilité de modifications des pièces d'origine (extension d'homologation portant sur 10% de la production[2]).

Battu en 1983 par la Scuderia Lancia, le constructeur allemand Audi a entamé la saison 1984 avec un fort esprit de revanche et brillamment remporté les deux premières manches, Walter Röhrl ayant imposé la Quattro au Rallye Monte-Carlo, Hannu Mikkola étant ensuite parvenu à vaincre l'opposition italienne au Portugal. Ces deux succès sont complétés par celui de Stig Blomqvist au Rallye de Suède, épreuve comptant uniquement pour le championnat des pilotes où le Suédois fait figure de favori.

### L'épreuve
Créé en 1953 sous le nom de «Coronation Safari» (en hommage à la reine Élisabeth II qui avait effectué un voyage au Kenya peu après son couronnement), ce rallye parcourait à l'origine les pistes du Commonwealth africain. La décolonisation de l'Empire britannique ne bouleversa pas l'organisation de l'épreuve, mais les parties ougandaises et tanzaniennes du parcours furent abandonnées au cours des années 1970, l'itinéraire se limitant aux pistes kenyanes. Traditionnellement organisé en période de Pâques, le Safari peut au gré des années se dérouler en période sèche, sur pistes rocailleuses ou poussiéreuses, ou au début de la saison des pluies, les concurrents affrontant alors bourbiers et passages de gués. Dans les deux cas de figure, l'épreuve (courue sur routes ouvertes) est considérée comme l'une des plus difficiles de l'année, les aléas de la circulation locale se greffant aux difficultés du parcours. Le classement est établi sur la base des moyennes imposées, les équipages étant pénalisés pour tout écart sur le temps imparti. S'étant imposé à cinq reprises entre 1973 et 1982, Shekhar Mehta y détient le record de victoires.

## Le parcours
- départ : 19 avril 1984 de Nairobi
- arrivée : 23 avril 1984 à Nairobi
- distance : 5 254 km

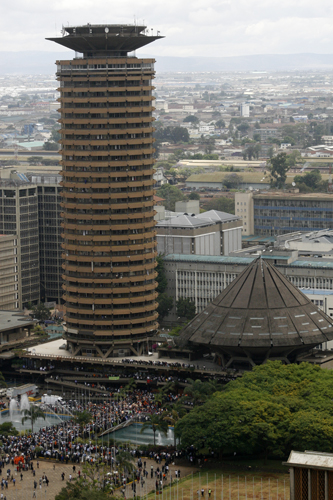
Le départ du Safari est traditionnellement donné depuis le KICC de Nairobi.

- surface : terre et rocaille, asphalte (minoritaire)
- Parcours divisé en trois étapes, 103 contrôles horaires[4] (C.H.)

### Première étape
- Nairobi - Monts Taita - Mombasa - Monts Taita - Nairobi, du 19 au 20 avril
- distance : 1 727,4 km, 35 contrôles horaires

### Deuxième étape
- Nairobi - Rumuruti - Embu - Nairobi, du 20 au 21 avril
- distance : 1 348,3 km, 23 contrôles horaires

### Troisième étape
- Nairobi - Kakamega - Eldoret - Nakuru - Nairobi, du 22 au 23 avril
- distance : 2 178,3 km, 45 contrôles horaires

## Les forces en présence
- Lancia

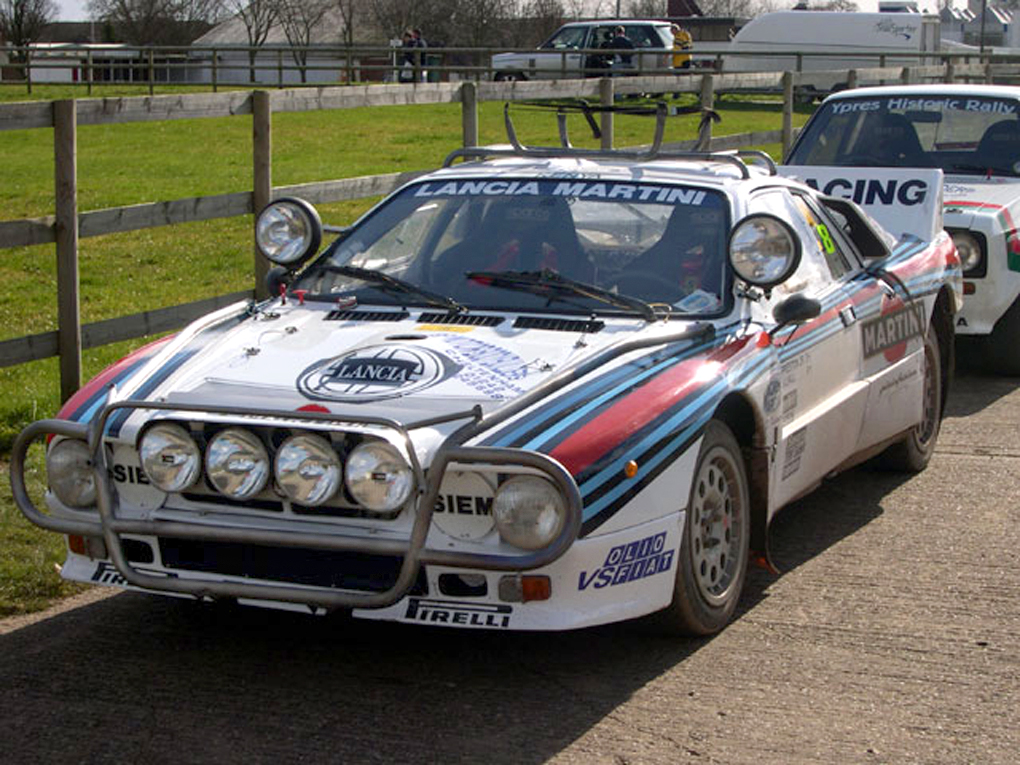
La version Safari de la Lancia Rally 037 ; ici la voiture de Vic Preston.

La Scuderia Lancia a engagé deux Rally 037 groupe B pour Markku Alén et Vic Preston Jr. Elles ont été spécialement préparées (garde au sol augmentée de 5 cm, ajout d'un troisième réservoir de carburant) et renforcées pour les pistes africaines et pèsent 1080 kg. Elles sont dotées d'un moteur quatre cylindres de 2111 cm3 placé en position centrale arrière ; alimenté par un système d'injection mécanique Bosch Kugelfischer associé à un compresseur volumétrique Abarth, il développe 290 chevaux (pour le safari, la pression de suralimentation a été réduite afin de favoriser la souplesse et d'augmenter la fiabilité). Les Lancia utilisent des pneus Pirelli.
- Audi

Audi Sport aligne trois Quattro A2 groupe B, qui seront aux mains d'Hannu Mikkola, Stig Blomqvist et Michèle Mouton. Elles sont dans une configuration proche de celle du rallye du Portugal, avec cependant une hauteur de caisse ayant été légèrement augmentée et une barre de protection avant ajoutée. Ces coupés à transmission intégrale pèsent environ 1150 kg. Ils sont pourvus d'un moteur cinq cylindres de 2 121 cm3 placé en position longitudinale avant, alimenté par un système d'injection électronique Bosch associé à un turbocompresseur KKK. Pour le Safari, la pression de suralimentation a été ramenée à 1,4 bars, la puissance maximale étant de l'ordre de 320 chevaux à 7000 tr/min. Les voitures officielles sont épaulées par les deux Quattro privées de Franz Wittmann et de Franz Wurz, ainsi que par la 80 Quattro groupe A du pilote local Basil Criticos. Les Audi sont chaussées de pneus Michelin.
- Toyota

Le Toyota Team Europe a préparé trois coupés Celica TCT groupe B, confiés à Björn Waldegård, Per Eklund et Sandro Munari. Spécialement préparés pour les pistes africaines, ils sont dotés de suspensions renforcées et pèsent 1250 kg. Placé à l'avant, leur moteur quatre cylindres de 2090 cm3 est alimenté par un système d'injection électronique Nippondenso, avec turbocompresseur KKK. Il développe près de 330 chevaux à 8500 tr/min. La transmission est de type classique. Les trois voitures sont chaussées de pneus Pirelli.
- Nissan

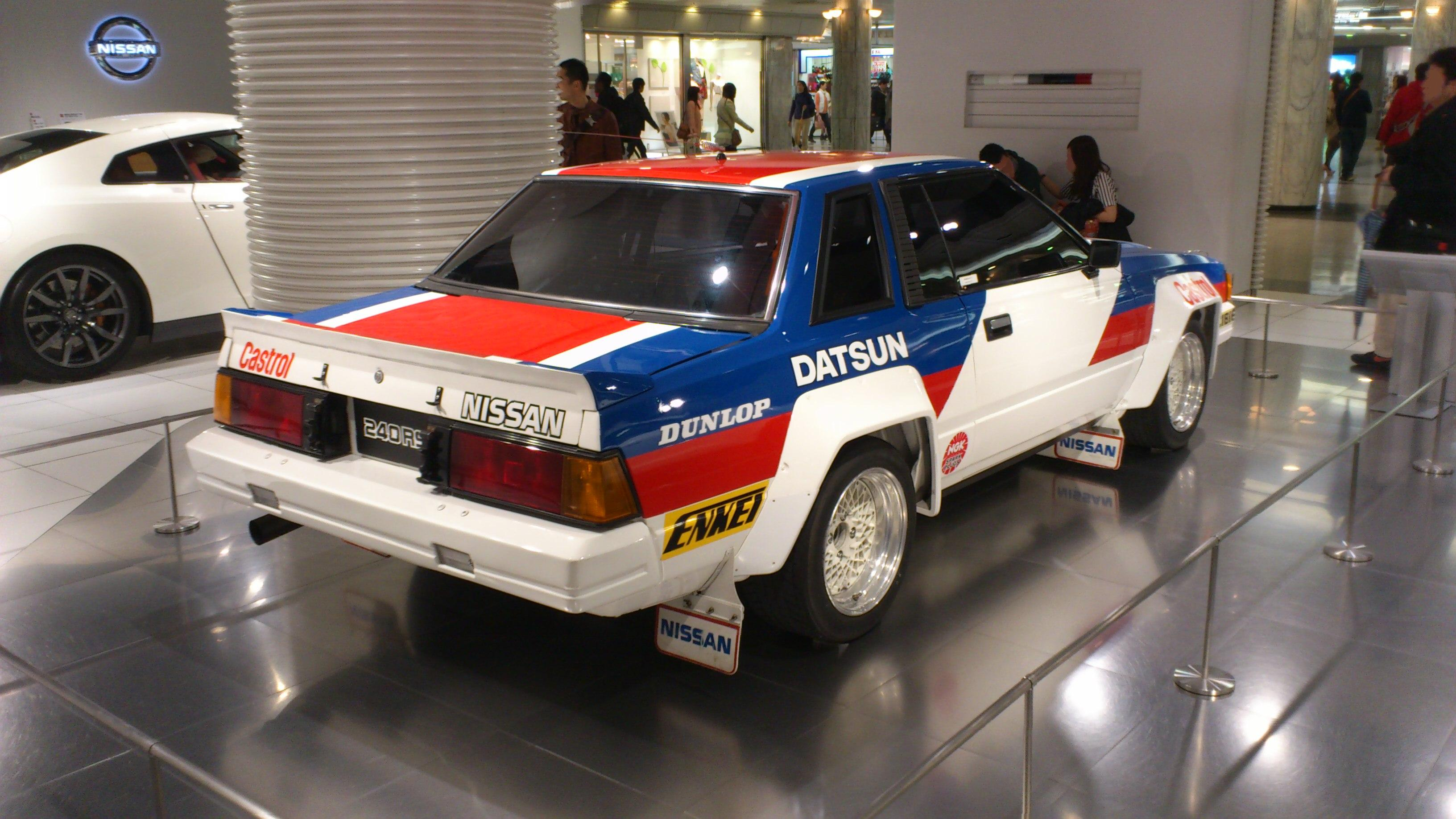
La Nissan 240RS groupe B.

Les trois 240RS groupe B alignées par le Team Nissan Europe sont pilotées par Shekhar Mehta, Timo Salonen et Mike Kirkland. Pesant 1150 kg, ces coupés à transmission classique sont motorisés par un bloc quatre cylindres de 2340 cm3 alimenté par deux carburateurs double corps Solex, d'une puissance de l'ordre de 260 chevaux à 8000 tr/min. Engagés à titre privé, Jayant Shah et Yoshio Iwashita disposent de modèles identiques. Ces cinq voitures sont équipées de pneus Dunlop de fabrication japonaise.
- Opel

Victorieuse l'année précédente avec une ancienne Ascona 400, la marque allemande engage cette fois deux Manta 400 groupe B utilisant la même mécanique que leur devancière, à savoir un moteur quatre cylindres de 2420 cm3 développé par Cosworth, d'une puissance de 270 chevaux. Dotés d'une transmission classique, ces coupés pèsent 1100 kg et sont chaussés de pneus Michelin. Ils sont aux mains de Guy Fréquelin et du vétéran Rauno Aaltonen, qui va prendre son vingt-et-unième départ au Safari.
- Citroën

Citroën Compétitions aligne trois de ses nouvelles Visa 1000 Pistes, tout juste homologuées en groupe B. Ces petites berlines à transmission intégrale ne pèsent que 850 kg. Elles utilisent le même moteur que les Visa Chrono, un quatre cylindres de 1434 cm3 alimenté par deux carburateurs Weber double corps, développant désormais 145 chevaux à 6500 tr/min. Les pilotes en sont Maurice Chomat, Philippe Wambergue et Christian Rio. Ils pourront utiliser au choix des pneus Michelin TRX ou des pneus «terre» Nora.
- Subaru

Le Subaru Sports Club a engagé neuf coupés Leone groupe A, à transmission intégrale. Leur moteur quatre cylindres à plat de 1800 cm3 délivre 160 chevaux. Ils pèsent 940 kg et sont pour la plupart chaussés de pneus Bridgestone. Les pilotes locaux Ian Duncan et Frank Tundo, ainsi que le Britannique Tony Fowkes sont les fers de lance de l'équipe.

## Déroulement de la course

### Première étape

#### Nairobi - Mombasa
Les soixante-seize équipages s'élancent de Nairobi le jeudi matin, en direction du sud-est. La première partie du parcours ne présente aucune difficulté, et jusqu'au pied des Monts Taita aucun incident n'affecte les favoris. Michèle Mouton a heurté un vautour qui a éclaté le pare-brise de son Audi, mais la Française a pris suffisamment d'avance pour le faire remplacer sans encourir de pénalité. Dans la montagne, Per Eklund tout d'abord retardé par des problèmes d'alternateur, va être parmi les premiers à abandonner, une défaillance des freins provoquant une sortie de route ; ayant heurté un pont, sa Toyota ne peut être réparée dans les délais autorisés. Peu après, Michèle Mouton tombe en panne de distributeur ; le moteur stoppe brutalement, entraînant la casse du turbocompresseur. Son assistance parvient à réparer le distributeur et elle parvient à repartir à faible allure, mais la mise hors course semble inéluctable, le turbo ne pouvant être remplacé rapidement. Rejoignant son coéquipier Stig Blomqvist, en panne de pompe à huile, elle préfère renoncer sur place et lui céder sa propre pompe, lui permettant de continuer sa course avec toutefois près de deux heures de retard. Ralenti par un bris de direction, Timo Salonen (sur Nissan) a quant à lui perdu une quarantaine de minutes. Les autres équipages de pointe atteignent Mombasa sans encombre, l'Audi d'Hannu Mikkola devançant d'une minute la Toyota de Björn Waldegård et la Lancia de Markku Alén. Les écarts sont faibles, les neuf premiers étant regroupés en moins d'un quart d'heure.

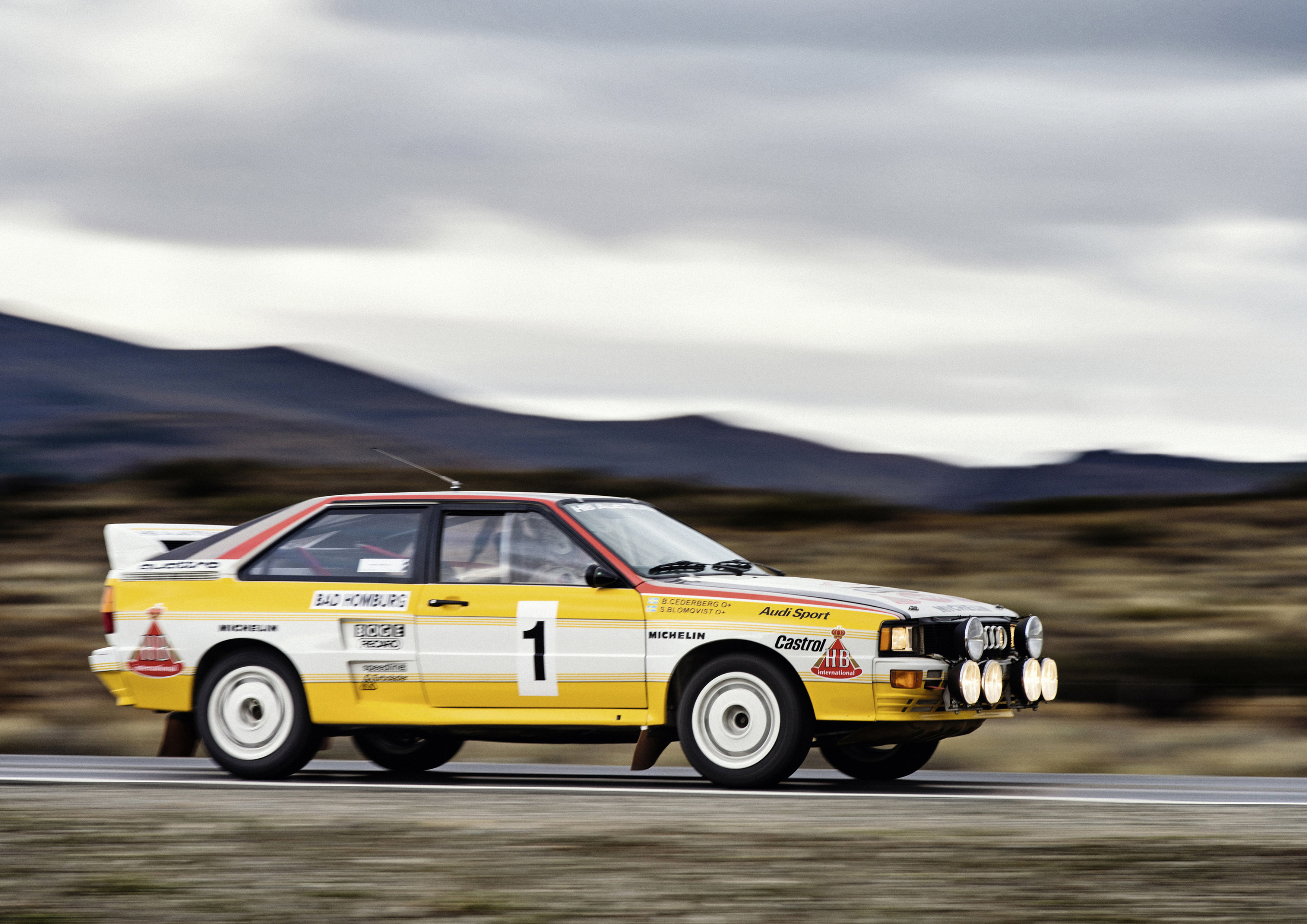
Une Audi Quattro semblable à celle d'Hannu Mikkola, en tête à la halte de Mombasa.

| Pos. | Pilote          | Copilote         | Voiture                     | Groupe | Pénalisations | Écart    |
| ---- | --------------- | ---------------- | --------------------------- | ------ | ------------- | -------- |
| 1    | Hannu Mikkola   | Arne Hertz       | Audi Quattro A2             | B      | 9 min         |          |
| 2    | Björn Waldegård | Hans Thorszelius | Toyota Celica Twincam Turbo | B      | 10 min        | + 1 min  |
| 2=   | Markku Alén     | Ilkka Kivimäki   | Lancia Rally 037            | B      | 10 min        | + 1 min  |
| 4    | Shekhar Mehta   | Rob Combes       | Nissan 240RS                | B      | 13 min        | + 4 min  |
| 5    | Vic Preston Jr  | John Lyall       | Lancia Rally 037            | B      | 14 min        | + 5 min  |
| 6    | Rauno Aaltonen  | Lofty Drews      | Opel Manta 400              | B      | 15 min        | + 6 min  |
| 7    | Guy Fréquelin   | Bruno Berglund   | Opel Manta 400              | B      | 17 min        | + 8 min  |
| 8    | Sandro Munari   | Ian Street       | Toyota Celica Twincam Turbo | B      | 19 min        | + 10 min |
| 9    | Mike Kirkland   | Anton Levitan    | Nissan 240RS                | B      | 23 min        | + 14 min |
| 10   | Franz Wittmann  | Peter Diekmann   | Audi Quattro A2             | B      | 26 min        | + 17 min |

#### Mombasa - Monts Taita
Les concurrents repartent de Mombasa après une courte pause. Mike Kirkland manque à l'appel, le pilote kenyan ayant été renversé par une voiture alors qu'il se tenait près de sa Nissan ; évacué à l'hôpital de la ville, il souffre d'une jambe cassée. L'allure est très rapide, et, au deuxième passage des Monts Taita, Waldegård rejoint Mikkola en tête de la course, Alén restant une minute en retrait. Juste derrière, les Opel de Rauno Aaltonen et Guy Fréquelin encadrent la Nissan de Shekhar Mehta. Dixième sur son Audi 80, Basil Criticos est en tête du groupe A.
| Pos. | Pilote          | Copilote         | Voiture                     | Groupe | Pénalisations | Écart        |
| ---- | --------------- | ---------------- | --------------------------- | ------ | ------------- | ------------ |
| 1    | Hannu Mikkola   | Arne Hertz       | Audi Quattro A2             | B      | 31 min        |              |
| 1=   | Björn Waldegård | Hans Thorszelius | Toyota Celica Twincam Turbo | B      | 31 min        |              |
| 3    | Markku Alén     | Ilkka Kivimäki   | Lancia Rally 037            | B      | 32 min        | + 1 min      |
| 4    | Rauno Aaltonen  | Lofty Drews      | Opel Manta 400              | B      | 35 min        | + 4 min      |
| 5    | Shekhar Mehta   | Rob Combes       | Nissan 240RS                | B      | 36 min        | + 5 min      |
| 6    | Guy Fréquelin   | Bruno Berglund   | Opel Manta 400              | B      | 38 min        | + 7 min      |
| 7    | Vic Preston Jr  | John Lyall       | Lancia Rally 037            | B      | 46 min        | + 15 min     |
| 8    | Franz Wittmann  | Peter Diekmann   | Audi Quattro A2             | B      | 1 h 20 min    | + 49 min     |
| 9    | Sandro Munari   | Ian Street       | Toyota Celica Twincam Turbo | B      | 1 h 22 min    | + 51 min     |
| 10   | Timo Salonen    | Seppo Harjanne   | Nissan 240RS                | B      | 1 h 42 min    | + 1 h 11 min |
| 10=  | Basil Criticos  | John Rose        | Audi 80 Quattro             | A      | 1 h 42 min    | + 1 h 11 min |

#### Monts Taita - Nairobi
Le retour sur Nairobi s'effectue à allure très rapide. Waldegård parvient à reprendre l'avantage sur Mikkola, ralliant le parc fermé le vendredi matin avec une minute d'avance sur le champion du monde. Troisième, Alén n'est qu'à trois minutes de la Toyota de tête. Il est talonné par les Opel d'Aaltonen et Fréquelin. Étant entré en collision avec un taxi-brousse, Mehta a perdu trois quarts d'heure; il rétrograde à la huitième place, derrière l'Audi de Vic Preston et la Toyota de Sandro Munari.

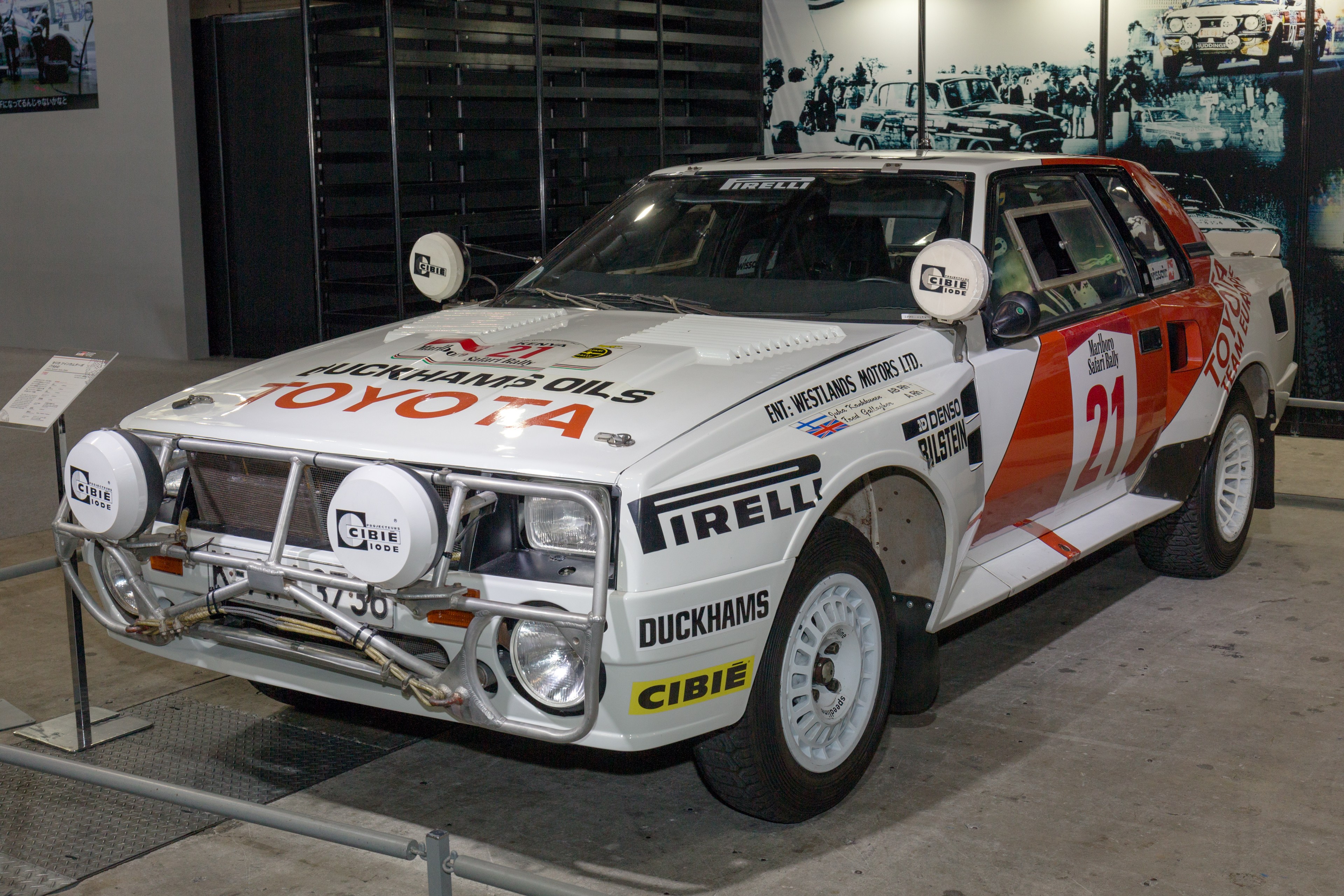
C'est sur une Toyota Celica TCT semblable à celle-ci que Björn Waldegård a pris la tête de la course, à la fin de la première étape.

| Pos. | Pilote              | Copilote           | Voiture                     | Groupe | Pénalisations | Écart        |
| ---- | ------------------- | ------------------ | --------------------------- | ------ | ------------- | ------------ |
| 1    | Björn Waldegård     | Hans Thorszelius   | Toyota Celica Twincam Turbo | B      | 42 min        |              |
| 2    | Hannu Mikkola       | Arne Hertz         | Audi Quattro A2             | B      | 43 min        | + 1 min      |
| 3    | Markku Alén         | Ilkka Kivimäki     | Lancia Rally 037            | B      | 45 min        | + 3 min      |
| 4    | Rauno Aaltonen      | Lofty Drews        | Opel Manta 400              | B      | 49 min        | + 7 min      |
| 5    | Guy Fréquelin       | Bruno Berglund     | Opel Manta 400              | B      | 51 min        | + 9 min      |
| 6    | Vic Preston Jr      | John Lyall         | Lancia Rally 037            | B      | 1 h 00 min    | + 18 min     |
| 7    | Sandro Munari       | Ian Street         | Toyota Celica Twincam Turbo | B      | 1 h 39 min    | + 57 min     |
| 8    | Shekhar Mehta       | Rob Combes         | Nissan 240RS                | B      | 1 h 42 min    | + 1 h 00 min |
| 9    | Franz Wittmann      | Peter Diekmann     | Audi Quattro A2             | B      | 1 h 48 min    | + 1 h 06 min |
| 10   | Timo Salonen        | Seppo Harjanne     | Nissan 240RS                | B      | 2 h 04 min    | + 1 h 22 min |
| 11   | Yoshinobu Takahashi | Arshad Khan        | Subaru Leone 4WD            | A      | 2 h 21 min    | + 1 h 39 min |
| 12   | Basil Criticos      | John Rose          | Audi 80 Quattro             | A      | 2 h 22 min    | + 1 h 40 min |
| 13   | Yoshio Iwashita     | Yoshimasa Nakahara | Nissan 240RS                | B      | 2 h 32 min    | + 1 h 50 min |
| 14   | Maurice Chomat      | Didier Breton      | Citroën Visa 1000 Pistes    | B      | 2 h 40 min    | + 1 h 58 min |
| 15   | Carlo Vituli        | Robin Nixon        | Subaru Leone 4WD            | A      | 2 h 57 min    | + 2 h 15 min |
| 16   | Bernd Strahl        | Sukhi Soin         | Opel Ascona 400             | B      | 3 h 00 min    | + 2 h 18 min |

### Deuxième étape

#### Nairobi - Rumuruti
Les concurrents repartent de Nairobi le vendredi soir, pour une boucle autour du Mont Kenya. Waldegård parvient à réaliser la première partie du parcours dans le temps imparti, et augmente graduellement son avance sur ses poursuivants. Gêné par la poussière, Alén perd un peu de temps et se fait dépasser par les Opel d'Aaltonen et Fréquelin. Au regroupement de Rumuruti, cinq minutes séparent les deux hommes de tête. La course reste très ouverte, les cinq premiers étant regroupés en une vingtaine de minutes.
| Pos. | Pilote          | Copilote         | Voiture                     | Groupe | Pénalisations | Écart        |
| ---- | --------------- | ---------------- | --------------------------- | ------ | ------------- | ------------ |
| 1    | Björn Waldegård | Hans Thorszelius | Toyota Celica Twincam Turbo | B      | 46 min        |              |
| 2    | Hannu Mikkola   | Arne Hertz       | Audi Quattro A2             | B      | 51 min        | + 5 min      |
| 3    | Rauno Aaltonen  | Lofty Drews      | Opel Manta 400              | B      | 58 min        | + 12 min     |
| 4    | Guy Fréquelin   | Bruno Berglund   | Opel Manta 400              | B      | 1 h 01 min    | + 15 min     |
| 5    | Markku Alén     | Ilkka Kivimäki   | Lancia Rally 037            | B      | 1 h 07 min    | + 21 min     |
| 6    | Vic Preston Jr  | John Lyall       | Lancia Rally 037            | B      | 1 h 12 min    | + 26 min     |
| 7    | Shekhar Mehta   | Rob Combes       | Nissan 240RS                | B      | 1 h 54 min    | + 1 h 08 min |
| 8    | Sandro Munari   | Ian Street       | Toyota Celica Twincam Turbo | B      | 1 h 58 min    | + 1 h 12 min |
| 9    | Franz Wittmann  | Peter Diekmann   | Audi Quattro A2             | B      | 2 h 04 min    | + 1 h 18 min |
| 10   | Timo Salonen    | Seppo Harjanne   | Nissan 240RS                | B      | 2 h 21 min    | + 1 h 35 min |

#### Rumuruti - Embu
Aucun incident ne se produit sur la partie nord de l'étape, l'écart entre Waldegård et Mikkola restant pratiquement inchangé. Troisième, Aaltonen se maintient à moins d'un quart d'heure de la voiture de tête, tandis que son coéquipier Fréquelin a perdu un peu de temps et compte désormais près d'une demi-heure de retard et se trouve sous la menace directe d'Alén qui précède de quelques minutes son coéquipier Vic Preston, premier pilote local loin devant son compatriote Mehta, septième avec plus d'une heure de retard.
| Pos. | Pilote          | Copilote         | Voiture                     | Groupe | Pénalisations | Écart        |
| ---- | --------------- | ---------------- | --------------------------- | ------ | ------------- | ------------ |
| 1    | Björn Waldegård | Hans Thorszelius | Toyota Celica Twincam Turbo | B      | 54 min        |              |
| 2    | Hannu Mikkola   | Arne Hertz       | Audi Quattro A2             | B      | 58 min        | + 4 min      |
| 3    | Rauno Aaltonen  | Lofty Drews      | Opel Manta 400              | B      | 1 h 08 min    | + 14 min     |
| 4    | Guy Fréquelin   | Bruno Berglund   | Opel Manta 400              | B      | 1 h 22 min    | + 28 min     |
| 5    | Markku Alén     | Ilkka Kivimäki   | Lancia Rally 037            | B      | 1 h 25 min    | + 31 min     |
| 6    | Vic Preston Jr  | John Lyall       | Lancia Rally 037            | B      | 1 h 32 min    | + 38 min     |
| 7    | Shekhar Mehta   | Rob Combes       | Nissan 240RS                | B      | 2 h 10 min    | + 1 h 16 min |
| 8    | Sandro Munari   | Ian Street       | Toyota Celica Twincam Turbo | B      | 2 h 38 min    | + 1 h 44 min |
| 9    | Timo Salonen    | Seppo Harjanne   | Nissan 240RS                | B      | 2 h 47 min    | + 1 h 53 min |
| 10   | Franz Wittmann  | Peter Diekmann   | Audi Quattro A2             | B      | 3 h 45 min    | + 2 h 51 min |

#### Embu - Nairobi
Alén se montre le plus rapide sur cette fin d'étape et reprend la quatrième place à Fréquelin, d'autant plus facilement que le pilote français va alors perdre près d'une demi-heure à cause d'une défaillance du pont de son Opel ; il conserve de justesse la cinquième place devant Preston. En tête, Waldegård profite des ennuis d'allumage subis par Mikkola pour porter son avance à neuf minutes. Le champion du monde est désormais directement menacé par Aaltonen, deux minutes derrière lui. Contrairement à son coéquipier Waldegård dont la Toyota ne rencontre aucun problème, Munari a une nouvelle fois été retardé, l'alternateur fonctionnant par intermittence. Il perd une place supplémentaire et se retrouve neuvième, derrière les Nissan de Mehta et Salonen. Auteur d'une spectaculaire remontée, Blomqvist occupe le treizième rang et peut encore viser, dans l'optique du championnat, une place parmi les dix premiers.
| Pos. | Pilote              | Copilote           | Voiture                     | Groupe | Temps      | Écart        |
| ---- | ------------------- | ------------------ | --------------------------- | ------ | ---------- | ------------ |
| 1    | Björn Waldegård     | Hans Thorszelius   | Toyota Celica Twincam Turbo | B      | 1 h 15 min |              |
| 2    | Hannu Mikkola       | Arne Hertz         | Audi Quattro A2             | B      | 1 h 24 min | + 9 min      |
| 3    | Rauno Aaltonen      | Lofty Drews        | Opel Manta 400              | B      | 1 h 26 min | + 11 min     |
| 4    | Markku Alén         | Ilkka Kivimäki     | Lancia Rally 037            | B      | 1 h 41 min | + 26 min     |
| 5    | Guy Fréquelin       | Bruno Berglund     | Opel Manta 400              | B      | 2 h 12 min | + 57 min     |
| 6    | Vic Preston Jr      | John Lyall         | Lancia Rally 037            | B      | 2 h 14 min | + 59 min     |
| 7    | Shekhar Mehta       | Rob Combes         | Nissan 240RS                | B      | 2 h 31 min | + 1 h 16 min |
| 8    | Timo Salonen        | Seppo Harjanne     | Nissan 240RS                | B      | 3 h 09 min | + 1 h 54 min |
| 9    | Sandro Munari       | Ian Street         | Toyota Celica Twincam Turbo | B      | 3 h 18 min | + 2 h 03 min |
| 10   | Franz Wittmann      | Peter Diekmann     | Audi Quattro A2             | B      | 4 h 27 min | + 3 h 12 min |
| 11   | Yoshio Iwashita     | Yoshimasa Nakahara | Nissan 240RS                | B      | 4 h 58 min | + 3 h 43 min |
| 12   | Basil Criticos      | John Rose          | Audi 80 Quattro             | A      | 4 h 59 min | + 3 h 44 min |
| 13   | Stig Blomqvist      | Björn Cederberg    | Audi Quattro A2             | B      | 5 h 09 min | + 3 h 54 min |
| 14   | Maurice Chomat      | Didier Breton      | Citroën Visa 1000 Pistes    | B      | 5 h 44 min | + 4 h 29 min |
| 15   | Bernd Strahl        | Sukhi Soin         | Opel Ascona 400             | B      | 6 h 14 min | + 4 h 59 min |
| 16   | Yoshinobu Takahashi | Arshad Khan        | Subaru Leone 4WD            | A      | 6 h 26 min | + 5 h 11 min |

### Troisième étape

#### Nairobi - Kakamega
Les équipages rescapés repartent de Nairobi le dimanche, avant l'aube. Longue de près de deux mille deux-cents kilomètres, la dernière étape est la plus difficile, traversant la forêt de Mau et la vallée du Rift. Peu avant le contrôle d'Elburgon, Fréquelin coule une bielle sur son Opel et doit renoncer. Blomqvist, qui était remonté à la dixième place renonce peu après, moteur cassé. Alors que Waldegård continue à caracoler en tête, Mikkola casse un arbre de roue et doit faire remplacer son train arrière, permettant à Aaltonen de s'emparer de la deuxième place tandis qu'Alén se rapproche à seulement trois minutes du pilote Audi. Cependant, le remplacement du compresseur volumétrique de la première Lancia, juste avant de rejoindre le parc fermé de Kakamega, va coûter plus d'un quart d'heure à Alén, qui perd ainsi une partie de ses chances de podium. Derrière lui, Mehta a profité de la casse d'un demi-arbre sur la voiture de Preston pour le déposséder de la cinquième place, tandis que des problèmes électriques ont entraîné la mise hors course de Munari. Waldegård et Aaltonen ont fait jeu égal sur entre Nairobi et Kakamega, l'écart entre les deux voitures de tête étant toujours d'onze minutes.
| Pos. | Pilote          | Copilote           | Voiture                     | Groupe | Temps      | Écart        |
| ---- | --------------- | ------------------ | --------------------------- | ------ | ---------- | ------------ |
| 1    | Björn Waldegård | Hans Thorszelius   | Toyota Celica Twincam Turbo | B      | 1 h 31 min |              |
| 2    | Rauno Aaltonen  | Lofty Drews        | Opel Manta 400              | B      | 1 h 42 min | + 11 min     |
| 3    | Hannu Mikkola   | Arne Hertz         | Audi Quattro A2             | B      | 1 h 53 min | + 22 min     |
| 4    | Markku Alén     | Ilkka Kivimäki     | Lancia Rally 037            | B      | 2 h 12 min | + 41 min     |
| 5    | Shekhar Mehta   | Rob Combes         | Nissan 240RS                | B      | 2 h 50 min | + 1 h 19 min |
| 6    | Vic Preston Jr  | John Lyall         | Lancia Rally 037            | B      | 2 h 54 min | + 1 h 23 min |
| 7    | Timo Salonen    | Seppo Harjanne     | Nissan 240RS                | B      | 3 h 39 min | + 2 h 08 min |
| 8    | Franz Wittmann  | Peter Diekmann     | Audi Quattro A2             | B      | 5 h 35 min | + 4 h 04 min |
| 9    | Yoshio Iwashita | Yoshimasa Nakahara | Nissan 240RS                | B      | 6 h 11 min | + 4 h 40 min |
| 10   | Basil Criticos  | John Rose          | Audi 80 Quattro             | A      | 7 h 02 min | + 5 h 31 min |

#### Kakamega - Eldoret
Alors qu'il tente de revenir sur la Toyota de tête, Aaltonen est ralenti par des problèmes de boîte de vitesses. La pièce est changée peu après par ses mécaniciens, mais l'intervention lui coûte huit minutes, et ses chances de victoire s'amenuisent. Salonen connaît également des problèmes de boîte de vitesses. Ses mécaniciens ne disposent pas de boîte de rechange, la pièce devant être prélevée sur un véhicule d'assistance rapide et l'intervention lui fait perdre près d'une heure, annihilant ses espoirs d'améliorer son classement. Waldegård ne rencontre toujours aucun souci et rallie Eldoret avec près de vingt minutes d'avance sur Aaltonen, marge lui permettant désormais d'achever le parcours à un rythme un peu moins soutenu.
| Pos. | Pilote          | Copilote           | Voiture                     | Groupe | Temps      | Écart        |
| ---- | --------------- | ------------------ | --------------------------- | ------ | ---------- | ------------ |
| 1    | Björn Waldegård | Hans Thorszelius   | Toyota Celica Twincam Turbo | B      | 1 h 49 min |              |
| 2    | Rauno Aaltonen  | Lofty Drews        | Opel Manta 400              | B      | 2 h 06 min | + 17 min     |
| 3    | Hannu Mikkola   | Arne Hertz         | Audi Quattro A2             | B      | 2 h 14 min | + 25 min     |
| 4    | Markku Alén     | Ilkka Kivimäki     | Lancia Rally 037            | B      | 2 h 44 min | + 55 min     |
| 5    | Shekhar Mehta   | Rob Combes         | Nissan 240RS                | B      | 3 h 11 min | + 1 h 22 min |
| 6    | Vic Preston Jr  | John Lyall         | Lancia Rally 037            | B      | 3 h 38 min | + 1 h 49 min |
| 7    | Timo Salonen    | Seppo Harjanne     | Nissan 240RS                | B      | 4 h 58 min | + 3 h 09 min |
| 8    | Franz Wittmann  | Peter Diekmann     | Audi Quattro A2             | B      | 7 h 07 min | + 5 h 18 min |
| 9    | Yoshio Iwashita | Yoshimasa Nakahara | Nissan 240RS                | B      | 7 h 21 min | + 5 h 32 min |
| 10   | Basil Criticos  | John Rose          | Audi 80 Quattro             | A      | 8 h 17 min | + 6 h 28 min |

#### Eldoret - Nakuru

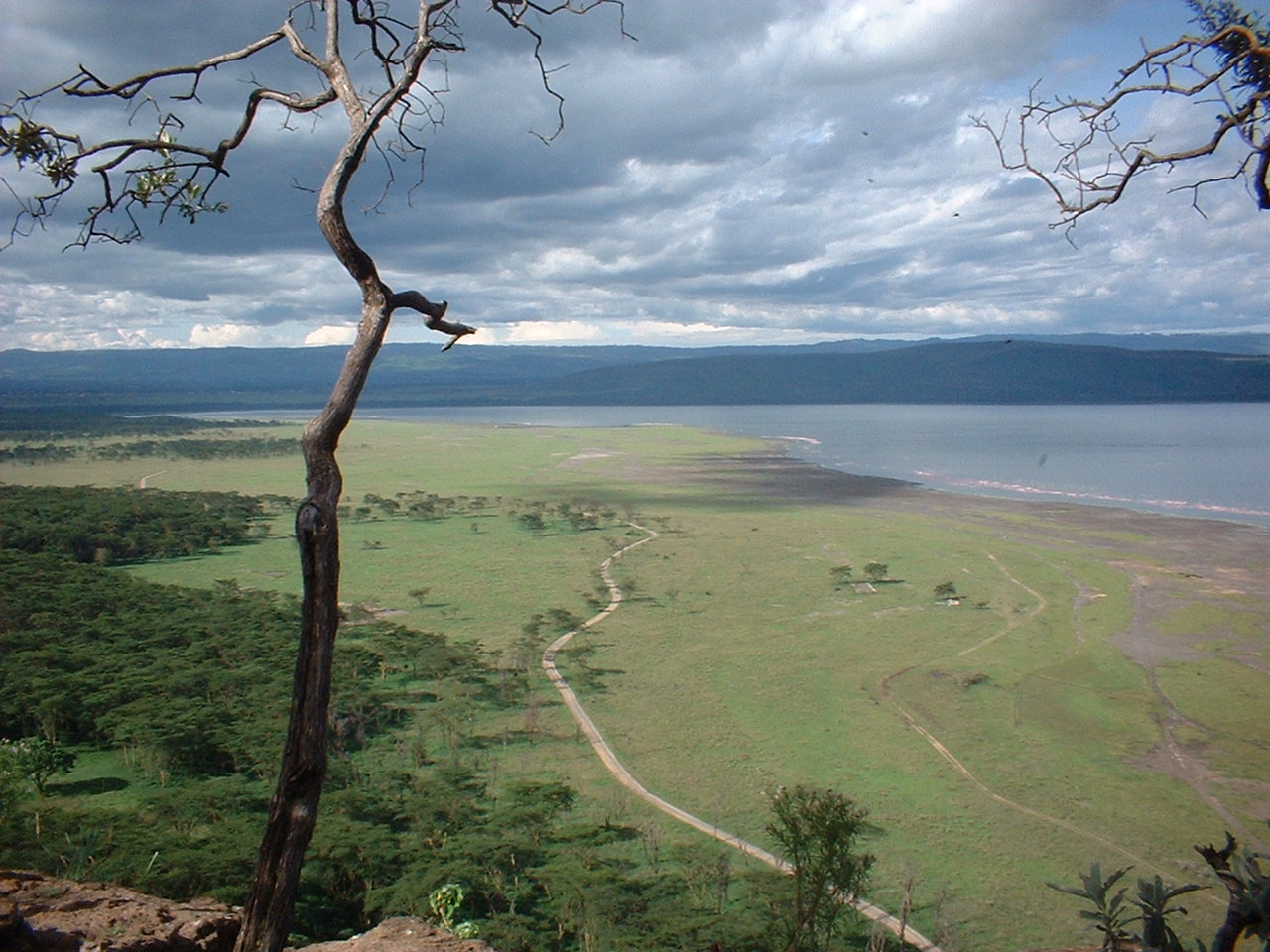
Le lac Nakuru, sur le parcours de la dernière étape.

Aaltonen se montre le plus rapide sur la portion Eldoret - Nakuru, ne reprenant toutefois que trois minutes à Waldegård qui, à la régulière, ne peut plus être rejoint. Troisième à dix minutes du pilote Opel, Mikkola est assuré de sa troisième place, Alén étant maintenant beaucoup trop loin pour le menacer. La course est désormais jouée, chaque équipage se contentant de maintenir sa position.
| Pos. | Pilote          | Copilote           | Voiture                     | Groupe | Temps      | Écart        |
| ---- | --------------- | ------------------ | --------------------------- | ------ | ---------- | ------------ |
| 1    | Björn Waldegård | Hans Thorszelius   | Toyota Celica Twincam Turbo | B      | 1 h 57 min |              |
| 2    | Rauno Aaltonen  | Lofty Drews        | Opel Manta 400              | B      | 2 h 11 min | + 14 min     |
| 3    | Hannu Mikkola   | Arne Hertz         | Audi Quattro A2             | B      | 2 h 21 min | + 24 min     |
| 4    | Markku Alén     | Ilkka Kivimäki     | Lancia Rally 037            | B      | 2 h 57 min | + 1 h 00 min |
| 5    | Shekhar Mehta   | Rob Combes         | Nissan 240RS                | B      | 3 h 25 min | + 1 h 28 min |
| 6    | Vic Preston Jr  | John Lyall         | Lancia Rally 037            | B      | 3 h 48 min | + 1 h 51 min |
| 7    | Timo Salonen    | Seppo Harjanne     | Nissan 240RS                | B      | 5 h 37 min | + 3 h 40 min |
| 8    | Franz Wittmann  | Peter Diekmann     | Audi Quattro A2             | B      | 7 h 21 min | + 5 h 24 min |
| 9    | Yoshio Iwashita | Yoshimasa Nakahara | Nissan 240RS                | B      | 7 h 42 min | + 5 h 45 min |
| 10   | Basil Criticos  | John Rose          | Audi 80 Quattro             | A      | 9 h 24 min | + 7 h 27 min |

#### Nakuru - Nairobi
La fin d'étape n'apporte aucun changement parmi les dix premiers, et Waldegård remporte sa deuxième victoire au Safari après avoir mené la quasi-totalité de la course. L'épreuve échappe une nouvelle fois à Aaltonen, qui échoue à onze minutes de la Toyota, tandis que Mikkola, troisième devant la Lancia d'Alén, permet à Audi de conforter son avance en tête du championnat du monde. La marque allemande s'impose en groupe A, grâce à la dixième place de Criticos. Sur soixante-seize voitures au départ, seules vingt-cinq ont rallié l'arrivée. Pour leur première course, les Citroën Visa 1000 Pistes ont obtenu un résultat encourageant, deux des trois voitures étant allées au terme de l'épreuve, la mieux classée étant celle de Maurice Chomat, treizième.

### Classement général

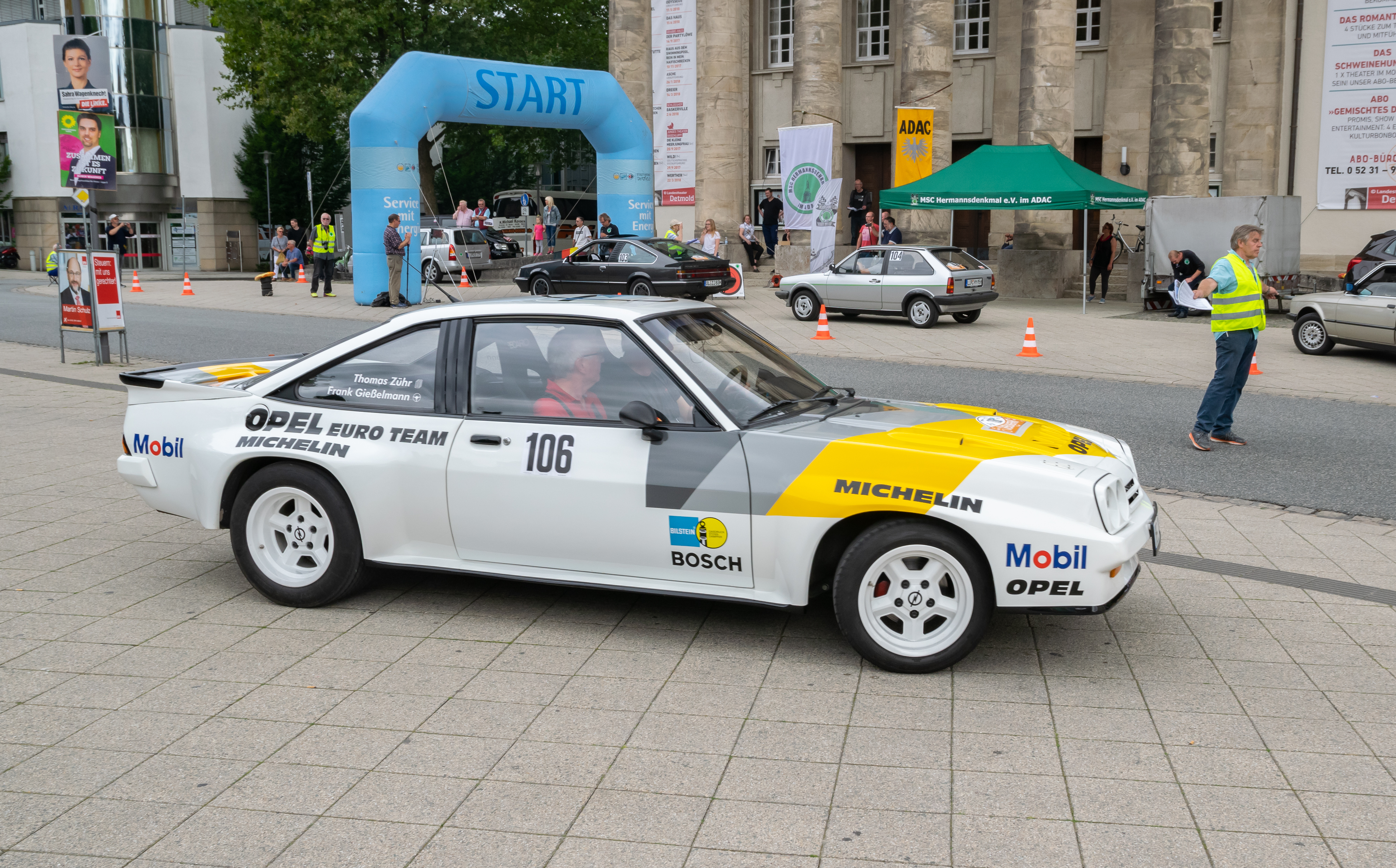
Une Opel Manta 400 lors d'une manifestation historique. C'est sur un modèle semblable que Rauno Aaltonen a terminé deuxième de l'épreuve.

| Pos | No | Pilote          | Copilote           | Voiture                     | Pénalisations | Écart        | Groupe |
| --- | -- | --------------- | ------------------ | --------------------------- | ------------- | ------------ | ------ |
| 1   | 5  | Björn Waldegård | Hans Thorszelius   | Toyota Celica Twincam Turbo | 2 h 02 min    |              | B      |
| 2   | 10 | Rauno Aaltonen  | Lofty Drews        | Opel Manta 400              | 2 h 13 min    | + 11 min     | B      |
| 3   | 1  | Hannu Mikkola   | Arne Hertz         | Audi Quattro A2             | 2 h 25 min    | + 23 min     | B      |
| 4   | 7  | Markku Alén     | Ilkka Kivimäki     | Lancia Rally 037            | 3 h 08 min    | + 1 h 06 min | B      |
| 5   | 2  | Shekhar Mehta   | Rob Combes         | Nissan 240RS                | 3 h 35 min    | + 1 h 33 min | B      |
| 6   | 17 | Vic Preston Jr  | John Lyall         | Lancia Rally 037            | 4 h 14 min    | + 2 h 12 min | B      |
| 7   | 9  | Timo Salonen    | Seppo Harjanne     | Nissan 240RS                | 5 h 52 min    | + 3 h 50 min | B      |
| 8   | 12 | Franz Wittmann  | Peter Diekmann     | Audi Quattro A2             | 8 h 35 min    | + 6 h 33 min | B      |
| 9   | 29 | Yoshio Iwashita | Yoshimasa Nakahara | Nissan 240RS                | 8 h 56 min    | + 6 h 54 min | B      |
| 10  | 28 | Basil Criticos  | John Rose          | Audi 80 Quattro             | 9 h 53 min    | + 7 h 51 min | A      |

### Équipages de tête
- jusqu'au C.H. n°8, la plupart des équipages de pointe à égalité, sans pénalité routière[7]
- Björn Waldegård -  Hans Thorszelius (Toyota Celica Twincam Turbo) &  Stig Blomqvist -  Björn Cederberg (Audi Quattro A2) : du C.H. n°9 au C.H. n°11
- Björn Waldegård -  Hans Thorszelius (Toyota Celica Twincam Turbo) : du C.H. n°12 au C.H. n°14
- Hannu Mikkola -  Arne Hertz (Audi Quattro A2) : du C.H. n°15 au C.H. n°19
- Hannu Mikkola -  Arne Hertz (Audi Quattro A2),  Björn Waldegård -  Hans Thorszelius (Toyota Celica Twincam Turbo) &  Markku Alén -  Ilkka Kivimäki (Lancia Rally 037) : C.H. n°20
- Björn Waldegård -  Hans Thorszelius (Toyota Celica Twincam Turbo) : du C.H. n°21 au C.H. n°24
- Björn Waldegård -  Hans Thorszelius (Toyota Celica Twincam Turbo) &  Hannu Mikkola -  Arne Hertz (Audi Quattro A2) : du C.H. n°25 au C.H. n°29
- Björn Waldegård -  Hans Thorszelius (Toyota Celica Twincam Turbo) : du C.H. n°30 au C.H. n°103

## Résultats des principaux engagés

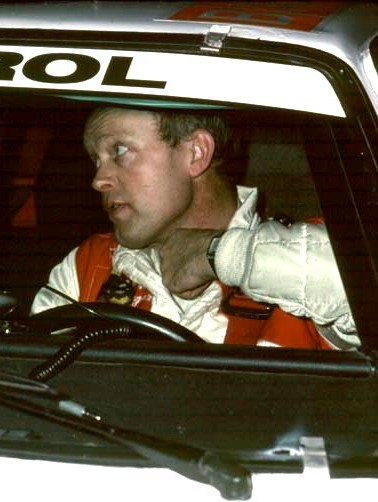
Björn Waldegård, victorieux au Safari pour la seconde fois.

| No | Pilote              | Copilote            | Voiture                     | Groupe | Classement général                                      | Class. groupe |
| -- | ------------------- | ------------------- | --------------------------- | ------ | ------------------------------------------------------- | ------------- |
| 1  | Hannu Mikkola       | Arne Hertz          | Audi Quattro A2             | B      | 3e à 23 min                                             | 3e            |
| 2  | Shekhar Mehta       | Rob Combes          | Nissan 240RS                | B      | 5e à 1 h 33 min                                         | 5e            |
| 3  | Michèle Mouton      | Fabrizia Pons       | Audi Quattro A2             | B      | ab. dans la 1re étape (turbo)                           | -             |
| 4  | Per Eklund          | Dave Whittock       | Toyota Celica Twincam Turbo | B      | ab. dans la 1re étape (sortie de route)                 | -             |
| 5  | Björn Waldegård     | Hans Thorszelius    | Toyota Celica Twincam Turbo | B      | 1er                                                     | 1er           |
| 6  | Guy Fréquelin       | Bruno Berglund      | Opel Manta 400              | B      | ab. dans la 3e étape (bielle)                           | -             |
| 7  | Markku Alén         | Ilkka Kivimäki      | Lancia Rally 037            | B      | 4e à 1 h 06 min                                         | 4e            |
| 8  | Stig Blomqvist      | Björn Cederberg     | Audi Quattro A2             | B      | ab. dans la 3e étape (moteur)                           | -             |
| 9  | Timo Salonen        | Seppo Harjanne      | Nissan 240RS                | B      | 7e à 3 h 50 min                                         | 7e            |
| 10 | Rauno Aaltonen      | Lofty Drews         | Opel Manta 400              | B      | 2e à 11 min                                             | 2e            |
| 11 | Mike Kirkland       | Anton Levitan       | Nissan 240RS                | B      | ab. dans la 1re étape (pilote renversé par une voiture) | -             |
| 12 | Franz Wittmann      | Peter Diekmann      | Audi Quattro A2             | B      | 8e à 6 h 33 min                                         | 8e            |
| 14 | Maurice Chomat      | Didier Breton       | Citroën Visa 1000 Pistes    | B      | 13e à 10 h 10 min                                       | 11e           |
| 15 | Franz Wurz          | Gerald Brandstetter | Audi Quattro A2             | B      | ab. dans la 1re étape (moteur)                          | -             |
| 16 | Johnny Hellier      | John Hope           | Peugeot 504 pick-up         | B      | 15e à 10 h 42 min                                       | 12e           |
| 17 | Vic Preston Jr      | John Lyall          | Lancia Rally 037            | B      | 6e à 2 h 12 min                                         | 6e            |
| 18 | Sandro Munari       | Ian Street          | Toyota Celica Twincam Turbo | B      | ab. dans la 3e étape (hors course)                      | -             |
| 19 | Philippe Wambergue  | Peter Tilbury       | Citroën Visa 1000 Pistes    | B      | 18e à 14 h 36 min                                       | 14e           |
| 20 | Jayant Shah         | Aslam Khan          | Nissan 240RS                | B      | ab. dans la 1re étape (piston)                          | -             |
| 21 | Christian Rio       | Jean-Bernard Vieu   | Citroën Visa 1000 Pistes    | B      | ab. dans la 1re étape (train avant)                     | -             |
| 22 | Yasuhiro Iwase      | Sudhir Vinayak      | Opel Ascona 400             | B      | ab. dans la 2e étape (boîte de vitesses)                | -             |
| 26 | Frank Tundo         | Quentin Thomson     | Subaru Leone 4WD            | A      | 14e à 10 h 31 min                                       | 3e            |
| 28 | Basil Criticos      | John Rose           | Audi 80 Quattro             | A      | 10e à 7 h 51 min                                        | 1er           |
| 29 | Yoshio Iwashita     | Yoshimasa Nakahara  | Nissan 240RS                | B      | 9e à 6 h 54 min                                         | 9e            |
| 30 | Yoshinobu Takahashi | Arshad Khan         | Subaru Leone 4WD            | A      | ab. dans la 3e étape                                    | -             |
| 31 | Ian Duncan          | Ian Munro           | Subaru Leone 4WD            | A      | ab. dans la 2e étape (moteur)                           | -             |
| 34 | Tony Fowkes         | Peter O'Gorman      | Subaru Leone 4WD            | A      | 12e à 9 h 51 min                                        | 2e            |
| 37 | Bernd Strahl        | Sukhi Soin          | Opel Ascona 400             | B      | 11e à 8 h 56 min                                        | 10e           |
| 39 | Carlo Vituli        | Robin Nixon         | Subaru Leone 4WD            | A      | ab. dans la 2e étape                                    | -             |

## Classements des championnats à l'issue de la course

### Constructeurs
- Attribution des points : 10, 9, 8, 7, 6, 5, 4, 3, 2, 1 respectivement aux dix premières marques de chaque épreuve, additionnés de 8, 7, 6, 5, 4, 3, 2, 1 respectivement aux huit premières de chaque groupe (seule la voiture la mieux classée de chaque constructeur marque des points). Les points de groupe ne sont attribués qu'aux concurrents ayant terminé dans les dix premiers au classement général[2].

- Seuls les sept meilleurs résultats (sur dix épreuves) sont retenus pour le décompte final des points.

| Pos. | Marque     | Points | M-C  | POR  | SAF  | COR | ACR | NZ | ARG | FIN | SAN | RAC |
| ---- | ---------- | ------ | ---- | ---- | ---- | --- | --- | -- | --- | --- | --- | --- |
| 1    | Audi       | 50     | 10+8 | 10+8 | 8+6  |     |     |    |     |     |     |     |
| 2    | Lancia     | 38     | 6+4  | 9+7  | 7+5  |     |     |    |     |     |     |     |
| 3    | Toyota     | 28     | -    | 3+7  | 10+8 |     |     |    |     |     |     |     |
| 4    | Renault    | 22     | 7+5  | 6+4  | -    |     |     |    |     |     |     |     |
| 5    | Volkswagen | 21     | 2+7  | 4+8  | -    |     |     |    |     |     |     |     |
| 6    | Opel       | 16     | -    | -    | 9+7  |     |     |    |     |     |     |     |
| 7    | Nissan     | 12     | 1+1  | -    | 6+4  |     |     |    |     |     |     |     |
| 8    | Citroën    | 4      | -    | 2+2  | -    |     |     |    |     |     |     |     |
| 9    | Vauxhall   | 2      | -    | 1+1  | -    |     |     |    |     |     |     |     |

### Pilotes
- Attribution des points : 20, 15, 12, 10, 8, 6, 4, 3, 2, 1 respectivement aux dix premiers de chaque épreuve.
- Seuls les sept meilleurs résultats (sur douze épreuves) sont retenus pour le décompte final des points.

| Pos. | Pilote           | Marque     | Points | M-C | SUE | POR | SAF | COR | ACR | NZ | ARG | FIN | SAN | CIV | RAC |
| ---- | ---------------- | ---------- | ------ | --- | --- | --- | --- | --- | --- | -- | --- | --- | --- | --- | --- |
| 1    | Hannu Mikkola    | Audi       | 44     | 12  | -   | 20  | 12  |     |     |    |     |     |     |     |     |
| 2    | Stig Blomqvist   | Audi       | 35     | 15  | 20  | -   | -   |     |     |    |     |     |     |     |     |
| 3    | Markku Alén      | Lancia     | 28     | 3   | -   | 15  | 10  |     |     |    |     |     |     |     |     |
| 4    | Walter Röhrl     | Audi       | 26     | 20  | -   | 6   | -   |     |     |    |     |     |     |     |     |
| 5    | Björn Waldegård  | Toyota     | 20     | -   | -   | -   | 20  |     |     |    |     |     |     |     |     |
| 5=   | Attilio Bettega  | Lancia     | 20     | 8   | -   | 12  | -   |     |     |    |     |     |     |     |     |
| 7    | Massimo Biasion  | Lancia     | 16     | 6   | -   | 10  | -   |     |     |    |     |     |     |     |     |
| 8    | Michèle Mouton   | Audi       | 15     | -   | 15  | -   | -   |     |     |    |     |     |     |     |     |
| 8=   | Rauno Aaltonen   | Opel       | 15     | -   | -   | -   | 15  |     |     |    |     |     |     |     |     |
| 10   | Per Eklund       | Audi       | 12     | -   | 12  | -   | -   |     |     |    |     |     |     |     |     |
| 11   | Jean-Luc Thérier | Renault    | 10     | 10  | -   | -   | -   |     |     |    |     |     |     |     |     |
| 11=  | Mats Jonsson     | Opel       | 10     | -   | 10  | -   | -   |     |     |    |     |     |     |     |     |
| 13   | Lars-Erik Torph  | Opel       | 8      | -   | 8   | -   | -   |     |     |    |     |     |     |     |     |
| 13=  | Jean Ragnotti    | Renault    | 8      | -   | -   | 8   | -   |     |     |    |     |     |     |     |     |
| 13=  | Shekhar Mehta    | Nissan     | 8      | -   | -   | -   | 8   |     |     |    |     |     |     |     |     |
| 16   | Björn Johansson  | Opel       | 6      | -   | 6   | -   | -   |     |     |    |     |     |     |     |     |
| 16=  | Vic Preston Jr   | Lancia     | 6      | -   | -   | -   | 6   |     |     |    |     |     |     |     |     |
| 16=  | Kalle Grundel    | Volkswagen | 6      | 2   | -   | 4   | -   |     |     |    |     |     |     |     |     |